# Botryllocarpa elongata
Botryllocarpa elongata är en sjöpungsart som beskrevs av Kott 1990. Botryllocarpa elongata ingår i släktet Botryllocarpa och familjen Styelidae. Inga underarter finns listade.